# Pilar Alcón
María del Pilar Alcón Gómez (San Martín de Pusa, Toledo, 19 de octubre de 1952) es una maestra y actriz española dedicada al teatro, el cine y la televisión. Es, además, Licenciada en Magisterio.

## Biografía
Su trayectoria profesional comienza en la época en la que estudiando magisterio se presentó a unas pruebas para una representación teatral, al mismo tiempo que realizó sus primeros trabajos como actriz con estudios de danza, declamación e idiomas. Trabajó en teatro como actriz y bailarina en diversas revistas musicales; La vida en tanga, Viva la Revista o Me río de Janeiro, entre otras, y en comedias como; Sé infiel y no mires con quién, Ahora sí puedo, cariño, Entre sin llamar o Alta seducción. Debutó en el cine en 1980 bajo la dirección de Jacinto Molina, en la película El retorno del hombre lobo. Su primer trabajo como protagonista principal fue en 1982 en la coproducción con Alemania USA, violación y venganza. A las órdenes de José Luis Merino, sus dotes de actriz y deportista quedaron plasmadas por las persecuciones del bandido a pie (ella en tacones de aguja de 12 cm.) y con un todo terreno, película de cine negro donde se la ve en todo su esplendor interpretativo.
En 1980, John Milius la escogió para un papel destacado en la producción norteamericana rodada en España; Conan el Bárbaro.
Una de sus interpretaciones más destacadas es en el film de Álvaro Sáenz de Heredia; Policía, rodada en 1987. Su último trabajo para el cine fue precisamente en otra película de Sáenz de Heredia ; Una chica entre un millón en el año 1993.
Ha trabajado con otros actores destacados del teatro como Arturo Fernández, Rafaela Aparicio, Pepe Ruiz o María Casal, entre otros.
Su vida familiar sufrió un amargo trance con la muerte de su hijo Manuel el 21 de julio de 1994. A causa de esta grave tragedia, Pilar decidió apartarse temporalmente de los focos y las cámaras, para superar esta terrible pérdida. Pilar Alcón reside en Madrid, con su marido y sus mascotas, además de continuar aprendiendo de su formación como diseñadora gráfica.

## Filmografía
- 1980 El soplagaitas / Mariano Ozores
- 1981 El retorno del hombre lobo / Jacinto Molina
- 1981 La momia nacional / José Ramón Larraz
- 1981 ¡Qué gozada de divorcio! / Mariano Ozores
- 1982 Brujas mágicas / Mariano Ozores
- 1982 Un rollo para Hipólito / Juan Bosch
- 1982 Los líos de Estefanía / Augusto Fenollar
- 1982 Escarabajo (también conocida como Escarabajos asesinos) / Steven-Charles Jaffe
- 1982 Femenino singular / Juanjo López
- 1982 Freddy, el croupier / Álvaro Sáenz de Heredia
- 1982 Si las mujeres mandaran (o mandasen) / José María Palacio
- 1982 Han violado a una mujer / Luis Alcoriza
- 1982 Conan el Bárbaro / John Milius
- 1982 Los autonómicos / José María Gutiérrez Santos
- 1982 Mil gritos tiene la noche (Pieces en el mercado anglosajón) / Juan Piquer Simón
- 1983 Le llamaban J.R. / Francisco Lara Polop
- 1983 USA: Violación y venganza / José Luis Merino
- 1983 J.R. contraataca / Francisco Lara Polop
- 1983 Un marido de ida y vuelta (TV) / F. García de la Vega
- 1984 El arreglo / José Antonio Zorrilla
- 1984 Serpiente de mar / Amando de Ossorio
- 1985 Fiebre de danza / Manuel Mateos
- 1985 La pantalla diabólica / Joaquín Hidalgo
- 1985 Don Cipote de la Manga / Gabriel Iglesias
- 1986 Lecciones de tocador (TV) / F. García de la Vega
- 1986 Tristeza de amor ( TV: Ep. "El viejo Werther") / F. García de la Vega
- 1987 Los presuntos / Mariano Ozores
- 1987 El señor de los llanos / Santiago San Miguel
- 1990 Policía / Álvaro Sáenz de Heredia
- 1990 Aquí huele a muerto / Álvaro Sáenz de Heredia
- 1993 La abuela echa humo (TV) / F. García de la Vega
- 1993 Suelas Humor del cinco (TV) / Juanjo Alonso Millán
- 1993 Estrellas Humor del cinco (TV) / Juanjo Alonso Millán
- 1994 El bar de los poyatos (TV) / Juanjo Alonso Millán
- 1994 ¡Ay, Señor, Señor! (TV: Episodios "Curas de urgencia" y "El licor del pater Clauvis")
- 1994 El sexólogo (TV) / Mariano Ozores
- 1994 Una chica entre un millón / Álvaro Sáenz de Heredia
- 1994 ¿Quién da la vez? (TV) / Vicente Escrivá
- 1996 Qué loca peluquería (TV) / Eloy Arenas
- 1996 Este es mi barrio (TV -. Episodios: "No más cera, que me arde","Dulce laboro","Honrarás a tu padre")
- 1996 Carmen y familia (TV) / Vicente Escrivá
- 1998 Manos a la obra: (TV) / Vicente Escrivá

### Obras de teatro y musicales
- 1980: La vida en tanga / Juan José Alonso Millán
- 1981: Viva la revista / Eloy Arenas y Manolo Cal
- 1982: Me río de Janeiro / Juan José Alonso Millán
- 1984: Sé infiel y no mires con quién / Juan José Alonso Millán
- 1985: Con las tres en la cama estés / Juan José Alonso Millán
- 1987: El camarote /
- 1988: Róbame un billoncito / Fernando Arrabal
- 1986: Y yo, con quién me acuesto? / Juan José Alonso Millán
- 1987: Ahora sí puedo, cariño / Juan José Alonso Millán
- 1988: Entren sin llamar / Juan José Alonso Millán
- 1988: La abuela echa humo / Mendizábal
- 1989: Alta seducción / Arturo Fernández